# Пинцано ал Таляменто
Пинца̀но ал Талямѐнто (на италиански: Pinzano al Tagliamento; на фриулски: Pinçan, Пинчан) е село и община в Северна Италия, провинция Порденоне, автономен регион Фриули-Венеция Джулия. Разположено е на 206 m надморска височина. Населението на общината е 1613 души (към 2010 г.).
В 1976 г. селото е повредено от силни земетресения.